# Metrum (poetyka)
Metrum (miara, wzorzec rytmiczny) – w nauce o wierszu obok pojęcia rytmu wprowadza się również pojęcie metrum, najczęściej dla oznaczenia rytmu najzupełniej regularnego, bądź też wzorcowej miary rytmicznej, która każdorazowo aktualizuje się w materiale fonicznym konkretnego utworu. Termin „metrum” albo „wiersz metryczny” bywa używany również w węższym zakresie w odniesieniu do wiersza antycznego, a w poezji nowożytnej jako określenie wiersza sylabotonicznego (stopowego), zwanego również miarowym.
O rytmie w poezji pisał Bolesław Leśmian (Rytm jako światopogląd, 1910). Nowoczesną, generatywną teorię metrum przedstawili Morris Halle i Samuel Jay Keyser.